# Пермилово
Пермилово — пассажирско-грузовая железнодорожная станция Архангельского региона Северной железной дороги.
Станция находится в посёлке Самодед Самодедского сельского поселения Плесецкого района Архангельской области, на линии Обозерская — Архангельск. В 8 км от железнодорожной станции через посёлок Самодед проходит федеральная автодорога А215 Лодейное Поле — Брин-Наволок.

## Дальнее следование по станции
По состоянию на декабрь 2018 года по станции курсируют следующие поезда дальнего следования:
| Круглогодичное обращение поездов | Круглогодичное обращение поездов | Круглогодичное обращение поездов | Круглогодичное обращение поездов |
| № поезда                         | Маршрут движения                 | № поезда                         | Маршрут движения                 |
| -------------------------------- | -------------------------------- | -------------------------------- | -------------------------------- |
| 9                                | Архангельск — Санкт-Петербург    | 10                               | Санкт-Петербург — Архангельск    |
| 15                               | Архангельск — Москва             | 16                               | Москва — Архангельск             |
| 79                               | Архангельск — Адлер              | 80                               | Адлер — Архангельск              |
| 115 «Поморье»                    | Северодвинск — Москва            | 116 «Поморье»                    | Москва — Северодвинск            |
| 117 «Поморье»                    | Архангельск — Москва             | 118 «Поморье»                    | Москва — Архангельск             |
| 371                              | Архангельск — Котлас             | 372                              | Котлас — Архангельск             |

| Сезонное обращение поездов | Сезонное обращение поездов | Сезонное обращение поездов | Сезонное обращение поездов |
| № поезда                   | Маршрут движения           | № поезда                   | Маршрут движения           |
| -------------------------- | -------------------------- | -------------------------- | -------------------------- |
| 221                        | Архангельск — Анапа        | 222                        | Анапа — Архангельск        |
| 233                        | -                          | 234                        | Москва — Архангельск       |

### Карты
- Пермилово на карте Wikimapia
- Пермилово (Самодед). Публичная кадастровая карта

| Предыдущая станция       | Фирменные поезда | Следующая станция          |
| ------------------------ | ---------------- | -------------------------- |
| 1008 км в сторону Москвы | Поморье          | Малька                     |
| 1008 км в сторону Москвы | Поморье          | Архангельск-Город конечная |